# ケニー・マコーミック
ケニー・マコーミック（Kenneth "Kenny" McCormick）は、アニメ「サウスパーク」に登場する人物である。
キャラクターのモデルは作者トレイ・パーカーの小学生時代の友人。その友達は学校をよく休んでいたそうで、それがケニーの「毎回死ぬキャラ」の元になっている。

## 基礎データ
声 - 小形満、FOX版：間宮康弘（フードを脱いだ時 - 不明）、無修正映画版：片山淳子、Netflix版：佐藤せつじ / 英 - マット・ストーン（フードを脱いでいる時はエリック・スタウ）
本名：ケネス・マコーミック
性別：男性
誕生日：3月22日
学年：小学4年生
体重：56ポンド(25.4kg)
日本語吹き替え版での一人称：僕
キャラクターのモデル：作者トレイ・パーカーの小学生時代の友人

## 概要
オレンジ色のアノラックで頭をすっぽり覆った、金髪碧眼の白人少年。前述のアノラックフッドが彼の顔を覆っているため、顔が完全に見えることはほとんどない。後述する不死の力を持つ。サウスパークで一番の貧乏家庭に育ち、家はスラム街にある。カートマン曰く自宅は臭いらしい。貧乏な理由は父親が酒びたりで働いていないことと、マコーミック一家が散財をしているため。学校のカフェテリアで食べているランチも、周囲の生徒とは違い、パンと水だけなど、極端にその貧しさが目立ち、家庭の経済状況をよく笑いのネタにされる。だが、貧しい家庭という境遇に負けないたくましさとチャレンジ精神を持ち、ヨーロッパの音楽学校へ行くために路上で歌を歌い、そこで得た金でルーマニアまで行ってしまう等常人には不可能な大胆な行動を取る。「金のためなら何でもする小学生」として冠番組「KRAZY KENNY!」を持つに至ったこともある。貧しいキャラという設定だが、家に妙なハイテク機能（クラップ・オンや警備ロボット）があったり、パソコンがあったりと、貧乏であるにもかかわらず、金の使い方がおかしな点が多々ある。
性格はお人好しで友達思い。バターズ曰わく「クラスで他人を思いやる気持ちがあるのはケニーだけ」とのこと。同時に、お人好しな性格故に貧乏くじを引くことも多い。とはいえ人の良さからスタン、カイル、カートマン以外との人間関係も概ね良好で、自身との4人をトラブルメイカー扱いして避けているクレイグも、遠足の時にペアを組んだり、校内放送の動物番組の撮影クルーに誘ったりしている。
貧しいながらも流行の服やおもちゃを買いに行ったり、町で最初にPSPを買ったりナスカーに熱中するなど、多趣味で流行にも敏感な様子である。また、PSPを買った時は四六時中手放さなかったり、第12シーズン第3話では猫の尿を顔に浴びる事によって気分をハイにして幻覚をみる行為を止められなくなったり、窒息オナニーを試した末に窒息死に至るなど、あらゆる意味での中毒症状にかかり易いといった危険な一面もある。また、初期はその中毒がきっかけで死亡することも多かった。
常にかぶっているオレンジ色のパーカーのフードのせいで、口が覆い隠されており、声がくぐもって非常に聞き取りにくいが、実はかなり下品な言葉を口にしている事が多い。しかし、唯一登場人物の中で会話中に下品な言葉を喋ろうがピー音はなく、日本語字幕に関してはケニーのセリフは表示されない。一例として吹き替え版のオープニングでケニーは「おまんこ大好きおっぱい大好き」と言っているとするのが通説。英語版のオープニングでは、シーズンにより幾つかの種類があり、第1シーズン、及び第2シーズンでは"I like girls with big fat titties, I like girls with deep vaginas"、日本語に訳せば、「でかいオッパイと深いマンコを持っている子が好きだよ」となる。これらの事から分かるように、かなりのスケベ（「キングサイズのベッドじゃないとセックスしたくないわ」と復唱するところを「キングサイズじゃなくてもセックスしたいよ」と発言する程）で同級生に比べると性知識が豊富である。だからといって特に年上が好みなわけではないようで第3シーズン第1話では同じ年頃の女の子に恋をしていたり、同シーズン第2話ではカートマンに「新しい彼女とデートか?」と言われていた事から恋愛経験は少なくないようである。カートマンと比較的仲が良く、カートマンの下ネタジョークには大笑いすることがよくある。第5シーズン14話「ケニー、死亡。」では実際に重病にかかり死んでいるが、このときに冷血漢のカートマンは涙を流したばかりか、彼をして「お前は俺の親友だ」と言わしめている。
他の洋服に着替えてもフードは被ったままのため基本的に素顔はうかがい知る事は出来ないが、第5シーズン第3話、第8シーズン第7話、第9シーズン第5話、第26シーズン第5話、劇場版では素顔を見せていて、いずれも共通する特徴は短髪のブロンドヘア。作中では、忍者や覆面レスラーなど、顔を完全に覆った役柄に扮することが多く、コスプレ時ですら、その素顔を見せることは滅多にない。ヒーローごっこ時の名前は「ミステリオン」。
サウスパークで起こる事件に巻き込まれ、あるいは時に脈絡無く強引に死亡してしまう。ケニーが死んだ際は「なんてこった!ケニーが殺されちゃった!（WOWOW版・Netflix版）、信じられへんケニーを殺した！（映画版）、大変だ！ケニーが死んじゃった！（FOX版）（スタン）」（Oh my God! They killed Kenny!）「この人でなしー!（WOWOW版・Netflix版）、このくそったれー！（映画版）、この人殺し！（FOX版）、けだもの！(VHS字幕版)（カイル）」（You bastard!）と叫ばれるのがお決まり。しかし、カイルのセリフをカートマンが叫んだり、カイルがセリフを叫ぶことを拒否したりなどということがごく稀にある。ただしその次の回には何事も無かったかのように再登場する。初期のシーズンではケニーの死体はネズミによって食べられることが多い。第一話からほぼ毎回死んでいたが、第5シーズン14話から第6シーズン中はずっと死んだままになっており、（ただし、毎回話題に触れられたり、遺灰として登場したりしていた。）一時期遺灰を飲んだカートマンに一時的に乗り移ることもあった。第6シーズン17話でキリストの奇跡により復活して以降はあまり死ななくなったが、それ以降登場の機会の大半がバターズに取られており、現在は準レギュラー化していて、背景に登場するだけだったり、まるっきり姿を見せないという回も珍しくなくなっていた。逆に、ケニーの死をちらつかせて笑いをとるという、過去の作風を風刺した自虐的なエピソードさえある。シーズン13からは、毎回と言うわけではないが、定期的にケニーが死に至るエピソードが放送されている。
不死の能力を持つ、正確には死ぬたびに母親がまたケニーを新生児として産み落とす。これの力は、ケニーが両親がクトゥルフカルトの集会に参加した時に宿した子供であるからであることが、劇中で示唆されている。産み落とされたケニーはすぐに記憶と体が元通りになって目覚める。本人は死の瞬間の記憶があるため不死の自覚があるが理由は知らない。なおケニーの死の目撃者はその記憶を失う。また、スタン達とバス停でシェフを待っていて何故か死亡し、その直後に生き返ったり、スタンの隣の空間に突然浮き上がってきて復活するシーンなどもあり、ケニー蘇生に関しては謎が多い。ケニーの魂が天国で神に会った後、下界に戻された回もあるので、復活の要因は一通りではないようだ。また、ケニーの死と再生は日常的な出来事であり周囲の人物たちもそれを理解しているため、復活に関してはスタン達に一切気にされなかったり（笑われる事も多い）“Oh hi Kenny”などと極普通に接しられている。本人は、周囲が自分の「死」に対し無頓着なことに苛立ちを感じている様子。そのような周囲に対して自分が毎回死んでいることを証明するため、目の前で自殺をはかったこともあったが、やはり記憶から消えて忘れられていた（ただしケニーがよく死ぬということは認知している）。劇中、最後まで死なずに生き延びた回では、「やったー!」と笑みを浮かべ喜んでいたことから、不死身の体とは言え、やはり死ぬのは嫌なようだ。(本人曰くすごく痛いらしい)第13シーズン1話「The Ring」では、タミー・ワーナーという尻軽な5年生の彼女ができ、曲折の末、フェラまで漕ぎつけるが梅毒に感染し死亡した。カイルの母シーラからは「奇妙な子」と呼ばれていた。ちなみに、町には彼の名前の付いた記念公園まである。口癖は「オッケー!」。
映画版では、アメリカ対カナダで全面戦争に突入する際、ケニーが素顔と素の声をきくことが出来る。本編のアニメでは素顔で話すシーンが、今のところ映画版のみである。アニメでは、ナレーションと顔にマスクをした状態で会話するのは見れる。
スタン、カイル、カートマンはケニーが死亡後、友達面接回にてベーベ、バターズ、トゥイークの順番に全て金髪の同級生の友達をケニーの後釜を選んでいた。ゲーム版では、不死の力のミステリオン、ユニコーンの力でプリンセスケニーにて活躍する。その後、シーズンを追う毎に常人よりも生命運に長けた描写も見られるように。